# Colle Santa Lucia
Colle Santa Lucia es una localidad italiana de la provincia de Belluno, región de Véneto , con 409 habitantes.

## Evolución demográfica
| Gráfica de evolución demográfica de Colle Santa Lucia entre 1861 y 2001 |
|                                                                         |
| Fuente ISTAT - elaboración gráfica de Wikipedia                         |